# 한태인
한태인(1991년 6월 16일 ~ )은 대한민국의 뮤지션으로서 크로스오버 가수이자 싱어송라이터, 밴드 프론트맨이다.
2024년 현재 ’기적을 노래하는 파워풀한 네 남자‘가 모인 크로스오버 그룹 '미라클라스'의 베이스, 미라클라스의 멤버 정필립과 결성한 '이지 리스닝'을 표방하는 재즈 듀오 유닛 '필인'의 멤버, AOR을 기반으로 한 Melodic POP 밴드 'TAIN', '애니메이션 록' 밴드 '까치산(KACHISAN)'의 프론트맨으로 다양한 장르를 넘나들며 활동 중이다.
성악과 팝, 록 발성을 자유롭게 넘나들며 장르에 따라 목소리의 톤과 질감을 달리하는 크로스오버에 적격인 보컬. 특정 장르에 국한하지 않고 팝과 재즈, 펑크록까지 폭 넓은 음악적 스펙트럼을 보여준다. 따뜻하고 밝은 톤의 저음으로 음악에 맞는 여러가지 색깔의 톤과 창법을 구사하며 다양한 매력을 발산하고 있다.

## 팬텀싱어2 (Phantom Singer 2)
2017년 팬텀싱어2에 출연해 4인조 크로스오버 그룹 미라클라스의 멤버로 준우승을 차지했다.
성악과 출신이지만 예선에서부터 재즈를 선곡하는 등 한 번도 정통 성악을 부르지 않은 독특한 이력이 있다.
*자세한 내용은 기존 내용을 재정리 후 서술할 예정이다.

## 미라클라스 (MIRACLASS)
남성 4중창 크로스오버 그룹 미라클라스의 막내, 성부는 베이스.
*자세한 미라클라스 활동은 미라클라스 문서를 참고하십시오.

## 필인 (Feelin)
미라클라스의 멤버 정필립과 결성한 '이지 리스닝'을 표방하는 듀오 유닛.
*자세한 필인 활동은 추후 필인 문서에서 서술할 예정이다.

## 태인 (TAIN)
기타리스트 겸 프로듀서 김진호와 결성한 AOR(Adult Oriented Rock)을 기반으로 한 Melodic POP 밴드.
밴드 결성 이전 싱어송라이터로서 솔로 활동을 할 때 주로 '태인(TAIN)'이라는 이름으로 활동했다.
이후 그 이름을 이어 솔로 활동의 음악 작업을 함께 해 온 김진호와 함께 밴드 'TAIN'을 결성해 2022년 7월 26일 정규 1집 앨범 《SPORTS》를 발매했다.

### 여담
밴드 까치산 결성 이후 멤버인 베이스 최선용의 군 입대로 인해 2인조 밴드 TAIN으로 먼저 활동하였으나, 최선용의 전역 이후 까치산 활동에 집중하게 되어 2022년 연말콘서트 이후 사실상 당분간 활동이 보류된 상태이다. 팬들은 마지막 공연에서 들려준 미발매 2곡을 무기한 기다리고 있는 상태.
태인은 힘들어도 좀처럼 투덜거리지 않습니다. 슬퍼도 눈물 흘리는 것을 본 적이 없습니다. 들리는 것, 보이는 것만으로 태인을 곡해할 법 하죠. 들을 수 없는 시간, 볼 수 없는 곳에서 마음의 병치레를 하고 돌아와서 자신의 안부를 전할 때도 그는 말에 겉으로 돋아나는 감정의 싹을 반쯤 잘라낸 뒤에야 입을 열죠. 조금은 아프지만 뭐 어쩌겠어, 죽을 만큼 힘들었으면서 이렇게 퉁치네요. 그는 패배할 게 뻔한 경기의 막판에 등장한 구원 투수 같달까요? 잠깐 머리를 긁적일진 몰라도, 이내 맑은 눈에 힘을 싣고, 청량한 목소리로 기합 대신에 예쁜 응원가를 들려주는 그런 소년 선수 말입니다.
- 이승열의 세계음악기행 중 태인 소개 멘트

## 까치산 (KACHISAN)
밴드 태인(TAIN)의 김진호, 드라마 OST 및 K-POP 프로듀서로 활동하고 있는 최선용과 함께 결성한 밴드.
밴드 ‘까치산’은 까치산 근방의 작은 방에서 결성된 3인조 '애니메이션 록' 밴드. 뉴 밀레니엄 시대의 만화 주제가와 팝-펑크록 장르를 기반으로 한 음악을 들려준다.
2023년 2월 22일 데뷔 싱글 〈주제는 사랑〉, 2023년 3월 21일 정규 1집 앨범 ⟪안녕하세요, 까치산입니다.⟫를 발매하였다.
*자세한 까치산 활동은 추후 서술할 예정이다.

## TAIN the Standard 활동

###### 유튜브 Tain the Standard에 업로드 되었던 곡목과 순서.
현재는 음원으로 듣는 것이 더 좋을 것 같다는 아티스트의 판단에 따라 영상은 비공개 처리되었으며, 사운드 클라우드에서 음원으로 감상할 수 있다.
1. One note Samba (Cover) 2019.3.17.
2. Come Fly with me (Cover) 2019.3.21.
3. Dream a little Dream of Me (Cover) 2019.4.11.
4. Menilmontant (Cover) 2019.6.3.
5. You've got a friend (Cover) 2019.7.1.
6. Lullaby of Birdland (Cover) 2019.7.9.
7. Piano Man ㅡ with 박강현 (Cover) 2019.8.1.
8. Water under Bridges (Cover) 2019.8.17.
9. Padam Padam (Cover) 2019.9.28.
10. Englishman in New York (Cover) 2019.11.12.

## 한태인 개인 활동

### 개인 단독 콘서트
| 연도   | 날짜      | 제목                                                       | 장소           | 비고  |
| ------ | --------- | ---------------------------------------------------------- | -------------- | ----- |
| 2021년 | 9월 4일   | 六絃紀行(육현기행) : A Travel with the Six-Strings Concert | 윤당아트홀     | [ 5 ] |
| 2020년 | 11월 25일 | 5959 LIVE                                                  | 구름아래소극장 |       |
| 2020년 | 2월 8일   | 한태인 첫 단독 콘서트 ⟨True Colours⟩                       | 구름아래소극장 |       |

### 단독 팬미팅[6]
| 연도   | 날짜      | 제목                              | 장소          |
| ------ | --------- | --------------------------------- | ------------- |
| 2024년 | 6월 8일   | 네 번째 팬미팅 ⟨인간, 한태인⟩     | H-Stage       |
| 2022년 | 10월 2일  | 세 번째 팬미팅 ⟨가을운동회⟩       | 언플러그드    |
| 2019년 | 6월 22일  | 두 번째 팬미팅 ⟨No Tain, No Gain⟩ | Salon Moonbow |
| 2018년 | 10월 20일 | 첫 번째 팬미팅 ⟨햇살 좋은 날⟩     | 미송 아트홀   |

### 방송
- 2014년 MBC 《진짜사나이》 - 5월 11일 ‘군악의장 페스티벌 출전’ 편

### 참여 공연
- 2020년 6.6. 별마당 도서관 3주년 기념 도서관 콘서트 - 강재훈 콰르텟
- 2019.11.23. <서울지식이음축제> 개막식.서울도서관
- 2019.11.서울시립어린이병원 with 함춘호
- 2019.9.21.2019 청풍 호숫가 음악제. 충북 제천
- 2019.9.13. YouTube Channel 정필립의필립필립 출연

### 오페라 공연
- 2019년 5.19. 《카사노바 길들이기 갈라콘서트》 예술의전당 대공연장
- 2018년 《오페라 콘체르탄테: 돈 조반니》예술의전당 대공연장
- 2018년 《오페라 콜라주: 카사노바 길들이기》여의도 KBS홀

### 참여 앨범
- 2019년 5월 15일 《오페라 콜라주 카사노바 길들이기》

| 에피소드 | 제목                      | 싱어                           | 원작자              | 길이 |
| -------- | ------------------------- | ------------------------------ | ------------------- | ---- |
| 2        | Piano Man                 | 한태인, 최진호                 | Billy Joel          | 3:33 |
| 4        | Nostalgia                 | 조민웅, 한태인                 | Dmitri Hvorostovsky | 4:34 |
| 6        | I See Fire                | 조민웅, 한태인, 시메(Sime)     | Ed Sheeran          | 4:32 |
| 7        | Solo Otra Vez             | 김지원, 조휘, 한태인, 안현준   | Il Divo             | 5:19 |
| 8        | Sweet Dreams              | 강형호, 조민규, 안현준, 한태인 | Eurythmics          | 4:42 |
| 9        | Notte                     | 김주택, 박강현, 한태인, 정필립 | Luciano Pavarotti   | 6:00 |
| 9        | Forsaken                  | 김주택, 박강현, 한태인, 정필립 | Within Temptation   | 5:14 |
| 10       | Feelings                  | 김주택, 박강현, 한태인, 정필립 | Il Divo             | 6:03 |
| 10       | Who Wants To Live Forever | 김주택, 박강현, 한태인, 정필립 | Queen               | 6:07 |